# Darwaz flygplats
Darwaz flygplats är en flygplats i Afghanistan. Den ligger i distriktet Darwaz-e Payin i provinsen Badakhshan, i den nordöstra delen av landet, 500 kilometer norr om huvudstaden Kabul. Darwaz flygplats ligger 1 549 meter över havet.